# Dorfkirche Großhartmannsdorf

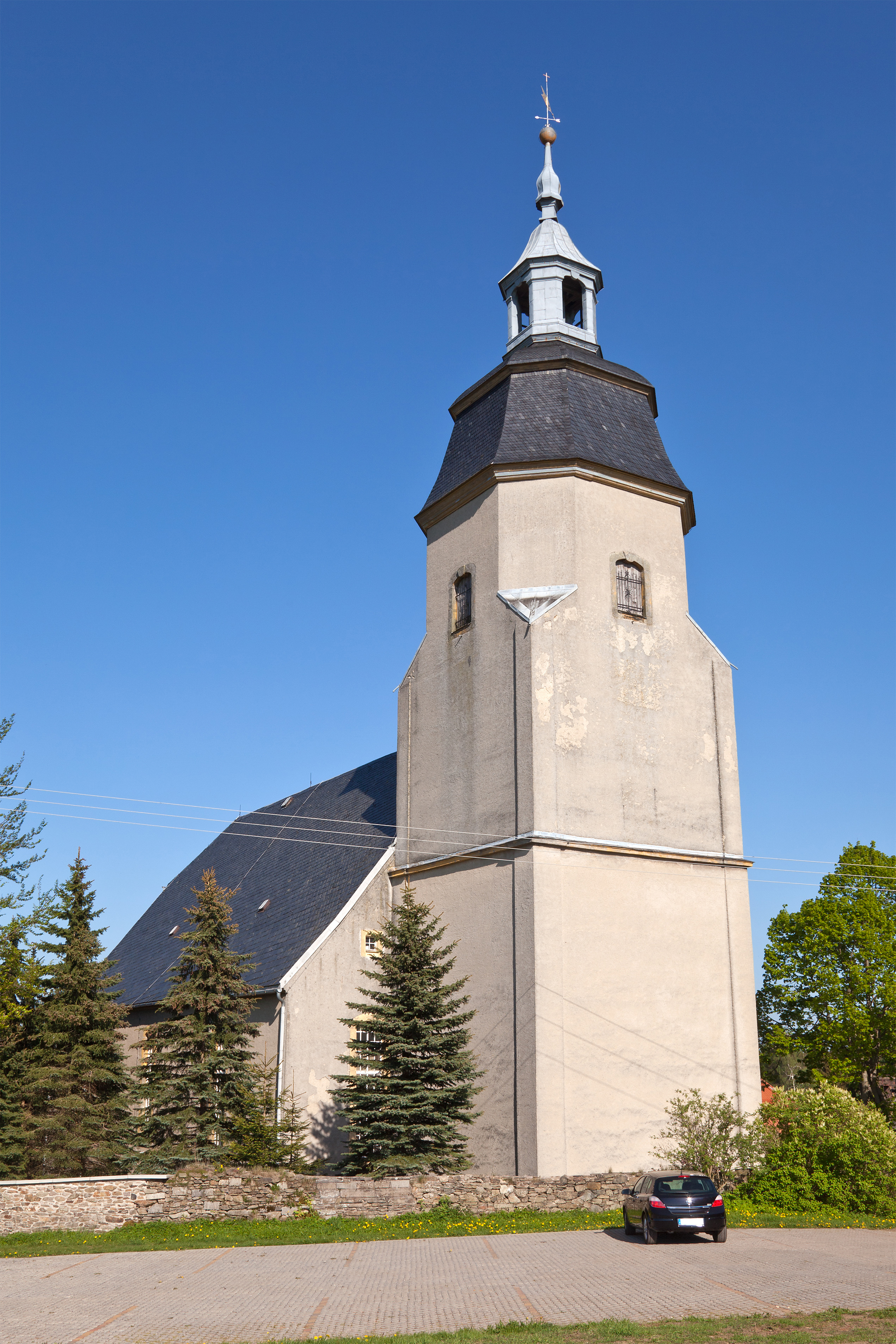
Kirche in Großhartmannsdorf

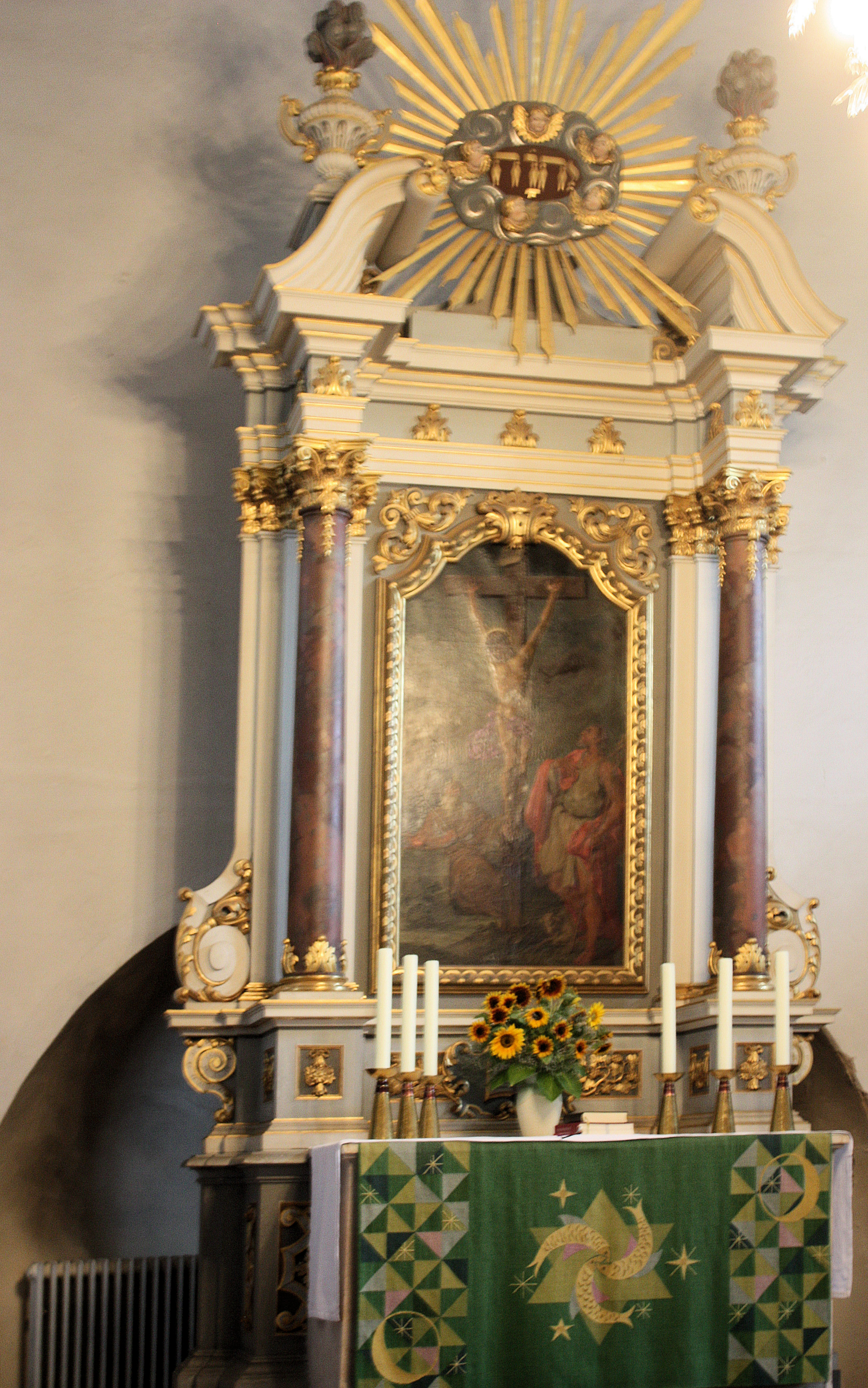
Altar

Die Kirche in Großhartmannsdorf ist ein barockes Kirchengebäude in Großhartmannsdorf im Landkreis Mittelsachsen im Freistaat Sachsen. Die Kirchgemeinde Großhartmannsdorf gehört zur Evangelisch-Lutherischen Landeskirche Sachsens.

## Geschichte
An der Stelle des heutigen Sakralbauwerkes stand zuvor eine kleinere mittelalterliche Kirche. 1730 kaufte Carl Adolph von Carlowitz das Rittergut Großhartmannsdorf und übernahm damit das Patronat auf Kirche und Orgel. Er regte den Bau einer größeren Kirche sowie einer neuen Orgel an. Die neue Kirche wurde um die alte herum gebaut, damit die Gottesdienste auch während der Bauzeit am gewohnten Ort stattfinden konnten.
Ein kleines Wappen des Patronatsherren ist auch auf der Orgel angebracht, da Carl Adolph von Carlowitz den Kontrakt über einen Neubau mit Gottfried Silbermann schloss und ihm 100 Taler Vorschuss zahlte. Die 1741 geweihte Orgel gehört zu den Werken Silbermanns, die noch weitgehend im ursprünglichen Zustand erhalten sind.

## Baubeschreibung
Die Dorfkirche Großhartmannsdorf wurde 1737/38 als barocke Saalkirche errichtet. Es handelt sich um einen verputzten Bruchsteinbau mit einem Krüppelwalmdach und Korbbogenfenstern. Der Westturm trägt eine barocke Haube sowie eine Laterne und endet in einer Wetterfahne.
Vor den Altarstufen befindet sich eine Gruft als Begräbnisstätte derer von Carlowitz.

## Ausstattung
Der spätgotische Flügelaltar der Vorgängerkirche, der vor 1520 entstand, befindet sich heute in der Pfarrkirche von Dörnthal.
Der heutige Altar aus Holz mit gesprengtem Giebel stammt aus dem Jahr 1738; das Altargemälde mit einer Darstellung des gekreuzigten Christus zwischen Moses und Johannes dem Täufer wurde vom sächsischen Hofmaler Johann Baptist Grone geschaffen.
Die Kanzel wurde von Johann Friedrich Lücke 1738 gearbeitet und stand bis 1960 frei in der Mitte des Altarraumes, wurde jedoch im Rahmen von Umbauten nach rechts verschoben. Der Taufstein, der zuvor zwischen Kanzel und Altar mittig im Raum stand, wurde im selben Zuge nach links gerückt.
Der Patronatsherr Carl Adolph von Carlowitz hatte eine eigene Loge in der Kirche, eine „herrschaftliche Empore“, auf der sein Familienwappen angebracht ist.

## Orgel

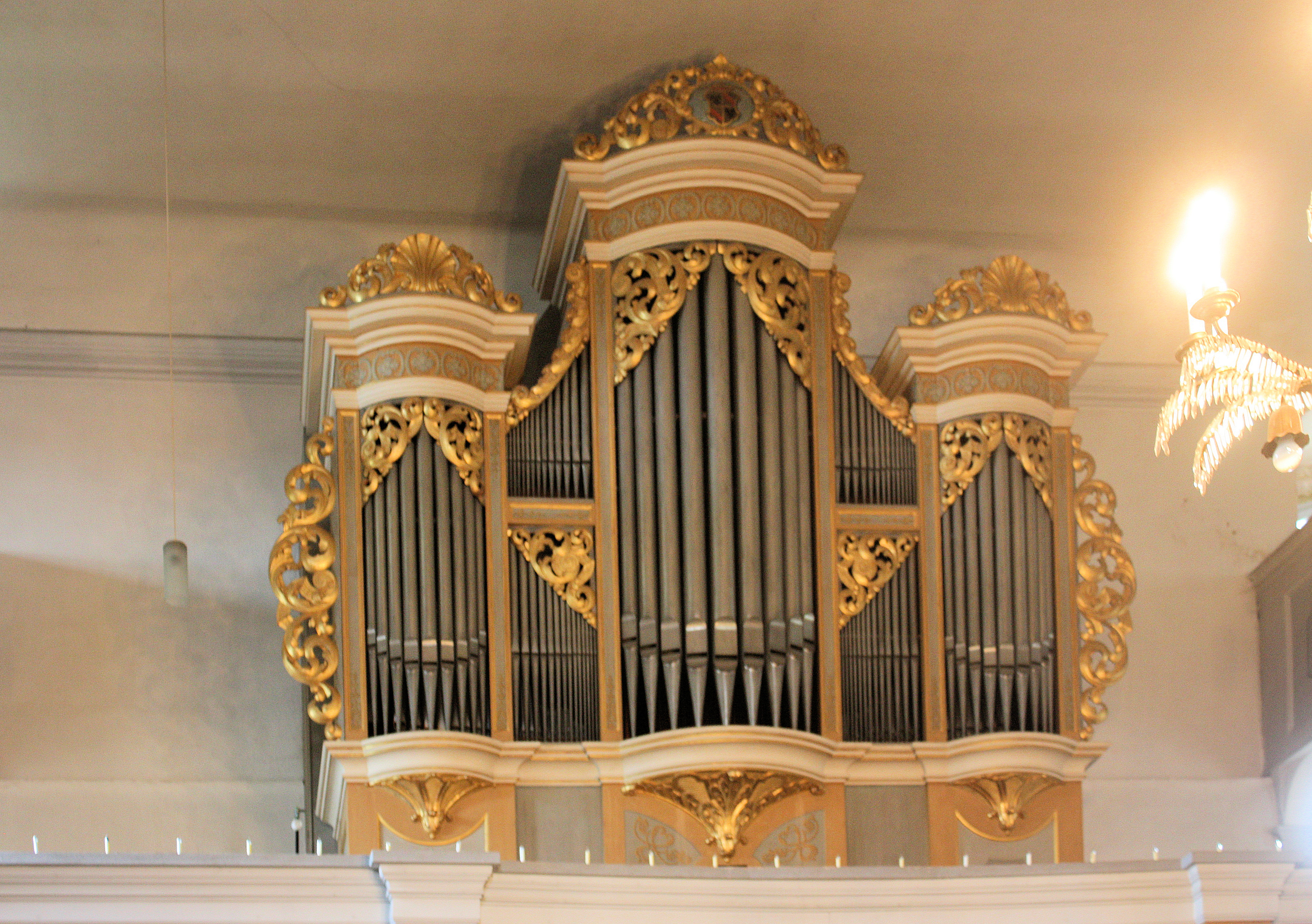
Orgel

### Geschichte
Die Orgel der Kirche entstand 1740/1741 durch Gottfried Silbermann und wurde am 3. Dezember 1741 in der neuerrichteten Kirche geweiht. Der Bau wurde vom Kirchenpatron Carl Adolph von Carlowitz gefördert, dessen Wappen in der Gehäusebekrönung erhalten ist. Das Schnitzwerk geht wahrscheinlich auf Johann Friedrich Lücke zurück. Christian Polycarp Butzäus war für die farbliche Fassung des Gehäuses verantwortlich. Adam Gottfried Oehme erneuerte das Werk umfassend. Reparaturen sind für 1835 und die zweite Jahrhunderthälfte sowie für die erste Hälfte des 20. Jahrhunderts belegt. Eine grundlegende Sanierung wurde 1952 durch die Firma Hermann Eule, Bautzen, ausgeführt. Es folgten weitere Arbeiten durch dieselbe Firma, letztmals 1990. Die Orgel ist ohne wesentliche Veränderungen nahezu im Originalzustand erhalten. Sie diente als Quelle mehrerer Repliken.
Aufschlussreich sind Registriervorschläge Gottfried Silbermanns, die in der Abschrift des Schulmeisters und Organisten J. G. Schenke von 1780 überliefert sind.

### Disposition
Die Orgel verfügt über 1178 Pfeifen, davon sind 26 stumme Prospektpfeifen, 1056 klingende aus Zinn und 96 aus Holz.
In der unten stehenden Tabelle werden die von Silbermann selbst verwendeten Registerbezeichnungen aufgeführt.
| I Hauptwerk CD–c3   |    |
| Principal           | 8′ |
| Rohr=Flöthe         | 8′ |
| Qvintadena          | 8′ |
| Octava              | 4′ |
| Spitz=Flöthe        | 4′ |
| Qvinta              | 3′ |
| Octava              | 2′ |
| Cornett III (ab c1) |    |
| Mixtur IV           |    |

| II Oberwerk CD–c3 |        |
| Gedackt           | 8′     |
| Rohr=Flöthe       | 4′     |
| Nasat             | 3′     |
| Octava            | 2′     |
| Gemshorn          | 2′     |
| Tertia            | 1 3⁄5′ |
| Qvinta            | 1 ⁄2′  |
| Sufflet           | 1′     |
| Cimbel II         |        |

| Pedal CD–c1  |     |
| Sub=Baß      | 16′ |
| Octav=Baß    | 8′  |
| Posaunen=Baß | 16′ |

- Koppeln: II/I (Manualschiebekoppel), I/P (Ventilkoppel)
- Nebenregister: Tremulant

- Stimmtonhöhe: Chorton, a1=466 Hz
- Stimmungsart: gleichstufige Stimmung

## Geläut
Das Geläut besteht aus drei Eisenhartgussglocken und einer Bronzeglocke, der Glockenstuhl und die Glockenjoche sind aus Eichenholz gefertigt.
Im Folgenden eine Datenübersicht des Geläutes:
| Nr. | Gussdatum | Gießer                                 | Material      | Durchmesser | Masse   | Schlagton |
| --- | --------- | -------------------------------------- | ------------- | ----------- | ------- | --------- |
| 1   | 1950      | Glockengießerei Schilling & Lattermann | Eisenhartguss | 1560 mm     | 1540 kg | e′        |
| 2   | 1950      | Glockengießerei Schilling & Lattermann | Eisenhartguss | 1300 mm     | 1150 kg | g′        |
| 3   | 1950      | Glockengießerei Schilling & Lattermann | Eisenhartguss | 1020 mm     | 750 kg  | h′        |
| 4   | 1618      | Glockengießerei G. Hilliger            | Bronze        | 800 mm      | 80 kg   | a′        |

## Tonträger
- Schallplatte: Bach-Orgelwerke 2, Hans Otto an der Silbermannorgel zu Großhartmannsdorf, Eterna Edition 8 25 580, aufgenommen 1961 und 1965, VEB Deutsche Schallplatten, 1977
- Schallplatte: Bachs Orgelwerke auf Silbermannorgeln 1. Robert Köbler an der Silbermannorgel zu Großhartmannsdorf, Eterna Edition 8 20 561